# Johann IV. (Anhalt-Zerbst)

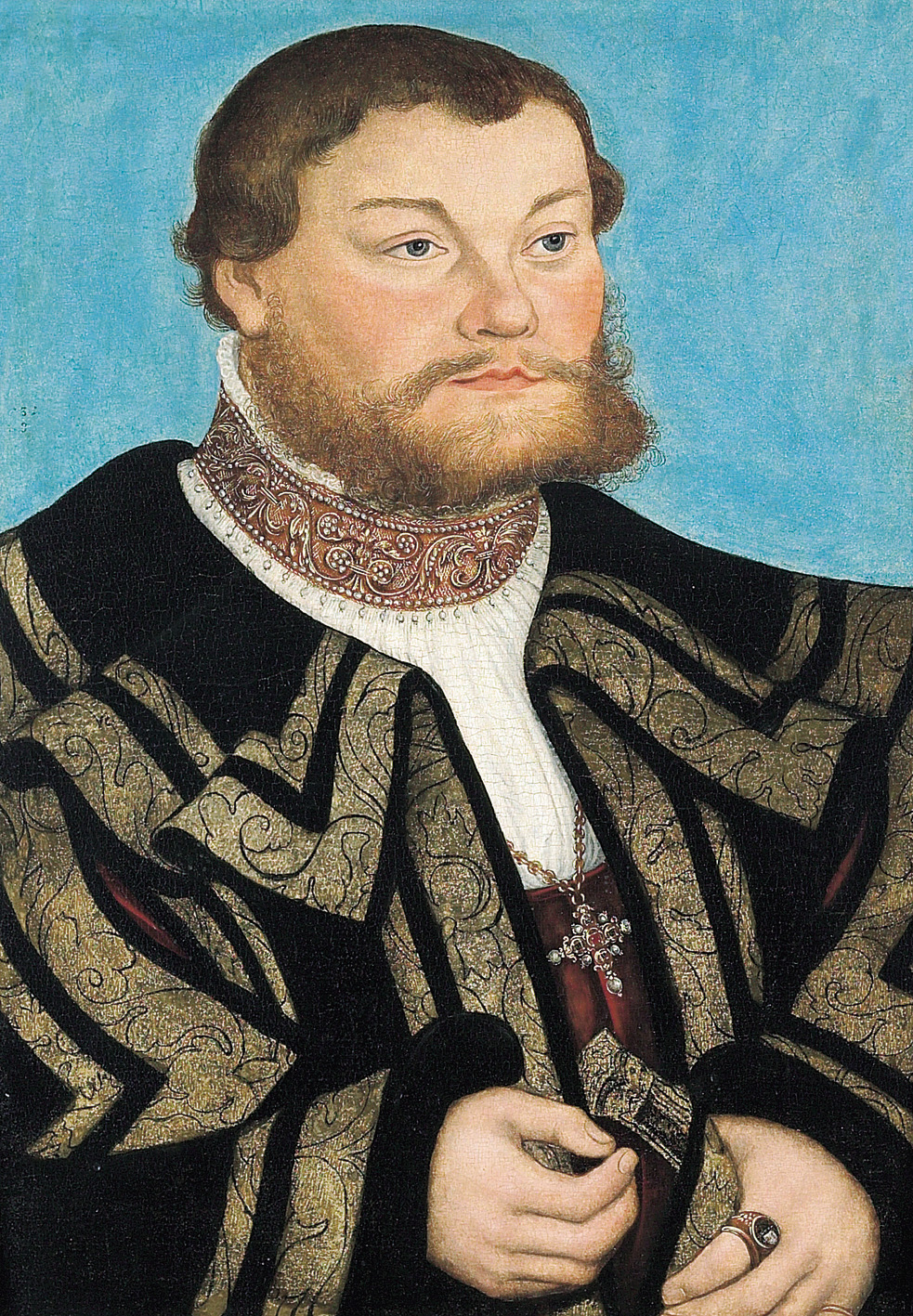
Lucas Cranach der Ältere, Fürst Johann IV. von Anhalt, 1532, Gotisches Haus (Wörlitz)

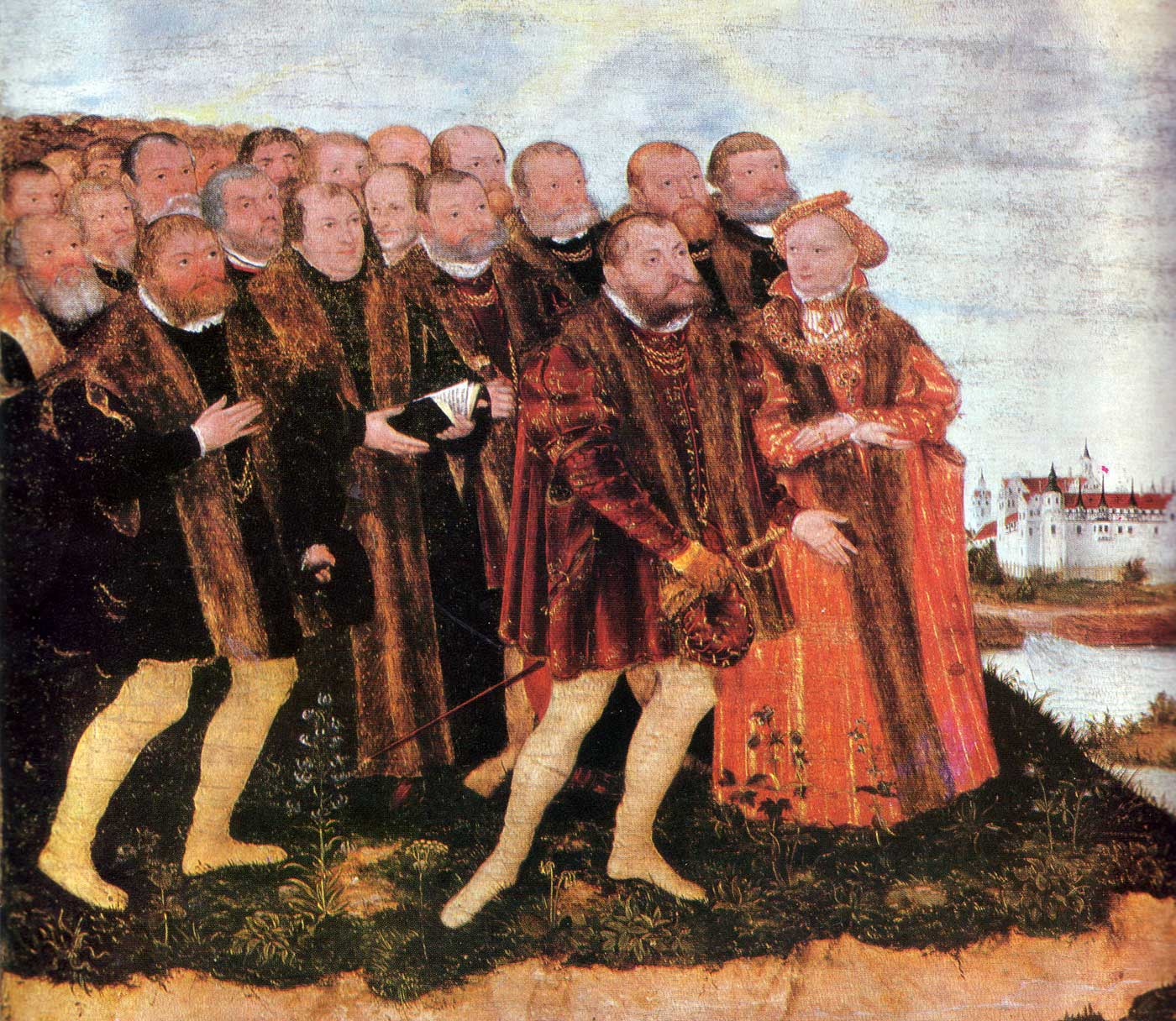
Ausschnitt aus der Taufe Christi von Lucas Cranach dem Jüngeren im Jagdschloss Grunewald mit der Hochzeitsgesellschaft

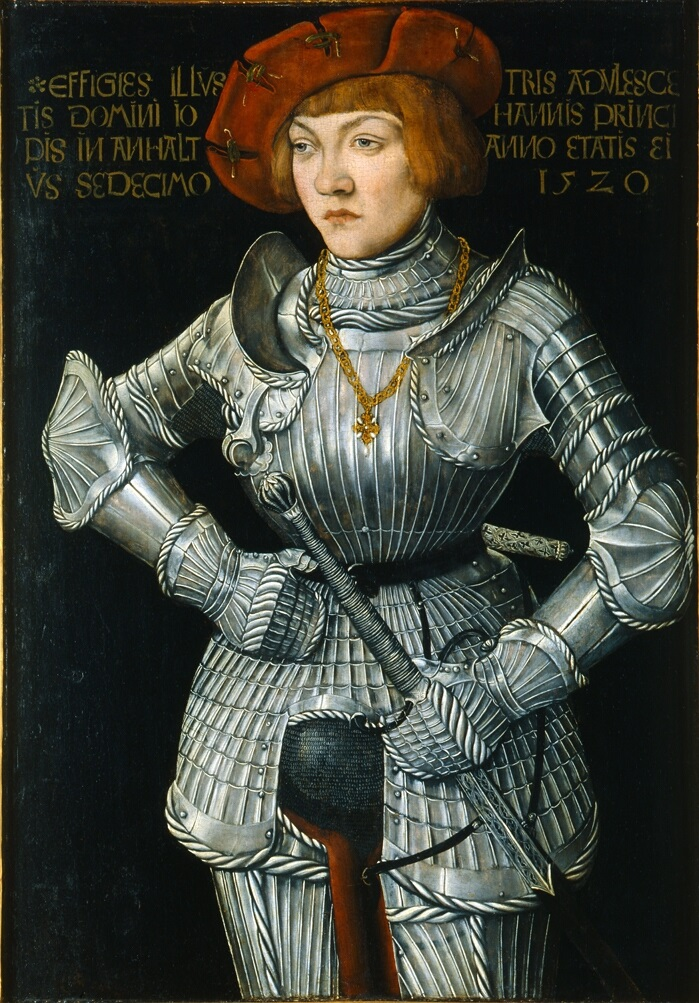
Das Gemälde Fürst Johann von Anhalt von Lucas Cranach d. Ä. um 1520

Johann IV. von Anhalt-Zerbst (* 4. September 1504 in Dessau; † 4. Februar 1551 in Zerbst) war ein Fürst von Anhalt-Zerbst aus dem Hause der Askanier.

## Leben
Johann war der ältere Sohn des Fürsten Ernst von Anhalt-Zerbst (1451–1516) aus dessen Ehe mit Margarethe (1473–1530), Tochter des Herzogs Heinrich I. von Münsterberg. Nach seiner sorgsamen Erziehung ging Johann bis zu seiner Volljährigkeit an den Hof seines Vormundes Joachim I. von Brandenburg.
Wegen seiner Kenntnisse und seines ausgeglichenen Charakters wurde er von verschiedenen Fürsten oft zur Vermittlung bei Streitfragen eingesetzt. So verhandelte er im Auftrag von Kaiser Karl V. mit Martin Luther und im Auftrag König Christians II. von Dänemark mit dem brandenburgischen Hof.
Zunächst eifriger Katholik, geriet er in Auseinandersetzung mit seinen der Reformation zuneigenden anhaltischen Verwandten, nahm aber später unter dem Einfluss seines Bruders Georg selbst den lutherischen Glauben an und trieb die Reformation ab 1535 auch im Land voran. In der gemeinsamen Regierung mit seinen Brüdern hatte Johann die eigentliche Regierungsgewalt inne.
Bei der Teilung des Landes 1544 erhielt Johann den Zerbster Landesteil und die jenseits der Elbe liegenden Ämter und Städte. Er erlitt aber noch im selben Jahr einen Schlaganfall und erholte sich davon bis zu seinem Tod 1551 nicht wieder. Unter Johann wuchs der Wohlstand des Landes aber auch die Schuldenlast.

## Ehe und Nachkommen
Er heiratete am 15. Februar 1534 in Dessau Margareta (1511–1577), Tochter des Kurfürsten Joachim I. von Brandenburg und Witwe von Herzog Georg I. von Pommern. Deshalb erhielt sie von dessen Nachfolger und Sohn, Philipp I., wegen des Brautschatzes eine jährliche Leibrente von 1.200 Gulden, die jeweils zu Ostern vom Wolgaster Landrentmeister an Margaretas Beauftragte in Pasewalk auszuzahlen waren. Die aus erster Ehe mit Georg I. stammende Tochter Georgia mussten Johann IV. und Margarethe 1543 an Philipp I. übergeben, weil sie als pommersche Prinzessin galt und damaligen Rechtsanschauungen zufolge dort erzogen werden musste.
Die Heirat mit der wesentlich ranghöheren Witwe aus kurbrandenburgischem Haus wurde entsprechend pompös gefeiert. Doch Johann kränkelte bereits wenige Jahre nach der Eheschließung und erlitt schließlich 1544 einen Schlaganfall. Mit seiner Gemahlin überwarf er sich in den folgenden Jahren, was 1550 zu deren vorübergehender Inhaftierung führte, aus der sie jedoch floh. Aus der Ehe gingen folgende Kinder hervor:
- Karl (1534–1561), Fürst von Anhalt-Zerbst

⚭ 1557 Prinzessin Anna von Pommern (1531–1592)
- Joachim Ernst (1536–1586), Fürst von Anhalt

⚭ 1. 1560 Gräfin Agnes von Barby (1540–1569)
⚭ 2. 1571 Prinzessin Eleonore von Württemberg (1552–1618)
- Marie (1538–1563)

⚭ 1559 Graf Albrecht X. von Barby und Mühlingen (1534–1586)
- Bernhard VII. (1540–1570), Fürst von Anhalt-Dessau

⚭ 1565 Prinzessin Klara von Braunschweig-Lüneburg (1550–1598)
- Margarete (1541–1547)
- Elisabeth (1545–1574)

⚭ 1570 Graf Wolfgang II. von Barby (1531–1615)